# Sri Lanka Sevens 2018
Sri Lanka Sevens 2018 – czwarta edycja wchodzącego w skład mistrzostw Azji turnieju Sri Lanka Sevens przeznaczonego dla męskich reprezentacji narodowych w rugby 7. Odbyła się w dniach 13–14 października 2018 roku na Colombo Racecourse Ground w Kolombo będąc trzecim turniejem sezonu 2018.

## Informacje ogólne
Rozegrane na Colombo Racecourse Ground zawody były trzecim turniejem sezonu 2018 i wzięło w nich udział osiem reprezentacji. Drużyny rywalizowały w pierwszym dniu systemem kołowym podzielone na dwie czterozespołowe grupy, po czym czwórka najlepszych awansowała do półfinałów, a pozostałe zmierzyły się w walce o Plate. Składy zespołów zostały podane na dzień przed rozpoczęciem turnieju, który był transmitowany w Internecie.
Pierwszy dzień z kompletem zwycięstw zakończyły cztery zespoły, co oznaczało ich awans do półfinałów, ostatecznie w turnieju, jak i w całym sezonie triumfowali reprezentanci Japonii. Najwięcej punktów (52) zdobył Japończyk Katsuyuki Sakai, w klasyfikacji przyłożeń z sześcioma zwyciężyli ex aequo Raef Morrison, Yongqiang Pan i Max Denmark.

## Faza grupowa

### Grupa A
| 13 października 201814:58 | Korea Południowa | 5:34 | Filipiny | Colombo Racecourse Ground, Kolombo |
| 13 października 201814:58 |                  | 5:34 |          | Colombo Racecourse Ground, Kolombo |

| 13 października 201815:20 | Japonia | 61:0 | Malezja | Colombo Racecourse Ground, Kolombo |
| 13 października 201815:20 |         | 61:0 |         | Colombo Racecourse Ground, Kolombo |

| 13 października 201818:16 | Filipiny | 24:19 | Malezja | Colombo Racecourse Ground, Kolombo |
| 13 października 201818:16 |          | 24:19 |         | Colombo Racecourse Ground, Kolombo |

| 13 października 201818:38 | Japonia | 40:0 | Korea Południowa | Colombo Racecourse Ground, Kolombo |
| 13 października 201818:38 |         | 40:0 |                  | Colombo Racecourse Ground, Kolombo |

| 14 października 201811:28 | Japonia | 21:12 | Filipiny | Colombo Racecourse Ground, Kolombo |
| 14 października 201811:28 |         | 21:12 |          | Colombo Racecourse Ground, Kolombo |

| 14 października 201811:50 | Korea Południowa | 10:24 | Malezja | Colombo Racecourse Ground, Kolombo |
| 14 października 201811:50 |                  | 10:24 |         | Colombo Racecourse Ground, Kolombo |

### Grupa B
| 13 października 201815:42 | Chiny | 12:19 | Sri Lanka | Colombo Racecourse Ground, Kolombo |
| 13 października 201815:42 |       | 12:19 |           | Colombo Racecourse Ground, Kolombo |

| 13 października 201816:04 | Hongkong | 71:5 | Chińskie Tajpej | Colombo Racecourse Ground, Kolombo |
| 13 października 201816:04 |          | 71:5 |                 | Colombo Racecourse Ground, Kolombo |

| 13 października 201819:00 | Hongkong | 47:7 | Chiny | Colombo Racecourse Ground, Kolombo |
| 13 października 201819:00 |          | 47:7 |       | Colombo Racecourse Ground, Kolombo |

| 13 października 201819:22 | Sri Lanka | 43:0 | Chińskie Tajpej | Colombo Racecourse Ground, Kolombo |
| 13 października 201819:22 |           | 43:0 |                 | Colombo Racecourse Ground, Kolombo |

| 14 października 201812:12 | Hongkong | 21:12 | Sri Lanka | Colombo Racecourse Ground, Kolombo |
| 14 października 201812:12 |          | 21:12 |           | Colombo Racecourse Ground, Kolombo |

| 14 października 201812:34 | Chiny | 40:7 | Chińskie Tajpej | Colombo Racecourse Ground, Kolombo |
| 14 października 201812:34 |       | 40:7 |                 | Colombo Racecourse Ground, Kolombo |

## Faza pucharowa

### Cup
|  |           |           |           |                   |   |         |         |       |
|  | Półfinały | Półfinały | Półfinały |                   |   | Finał   | Finał   | Finał |
|  | Półfinały | Półfinały | Półfinały |                   |   | Finał   | Finał   | Finał |
|  |           |           |           |                   |   |         |         |       |
|  |           |           |           |                   |   |         |         |       |
|  | Japonia   | Japonia   | 34        |                   |   |         |         |       |
|  | Japonia   | Japonia   | 34        |                   |   |         |         |       |
|  | Sri Lanka | Sri Lanka | 17        |                   |   |         |         |       |
|  | Sri Lanka | Sri Lanka | 17        |                   |   | Japonia | Japonia | 19    |
|  |           |           |           |                   |   | Japonia | Japonia | 19    |
|  |           |           | Hongkong  | Hongkong          | 5 |         |         |       |
|  | Filipiny  | Filipiny  | Hongkong  | Hongkong          | 5 | 12      |         |       |
|  | Filipiny  | Filipiny  |           |                   |   |         |         |       |
|  | Hongkong  | Hongkong  | 19        |                   |   |         |         |       |
|  | Hongkong  | Hongkong  | 19        | Mecz o 3. miejsce |   |         |         |       |
|  |           |           |           |                   |   |         |         |       |
|  |           |           |           |                   |   |         |         |       |
|  |           |           |           |                   |   |         |         |       |
|  | Sri Lanka | Sri Lanka | 7         |                   |   |         |         |       |
|  | Sri Lanka | Sri Lanka | 7         |                   |   |         |         |       |
|  | Filipiny  | Filipiny  | 19        |                   |   |         |         |       |
|  | Filipiny  | Filipiny  | 19        |                   |   |         |         |       |

| 14 października 201815:22 | Japonia | 34:17 | Sri Lanka | Colombo Racecourse Ground, Kolombo |
| 14 października 201815:22 |         | 34:17 |           | Colombo Racecourse Ground, Kolombo |

| 14 października 201815:44 | Filipiny | 12:19 | Hongkong | Colombo Racecourse Ground, Kolombo |
| 14 października 201815:44 |          | 12:19 |          | Colombo Racecourse Ground, Kolombo |

| 14 października 201818:50 | Japonia | 19:5 | Hongkong | Colombo Racecourse Ground, Kolombo |
| 14 października 201818:50 |         | 19:5 |          | Colombo Racecourse Ground, Kolombo |

| 14 października 201817:56 | Sri Lanka | 7:19 | Filipiny | Colombo Racecourse Ground, Kolombo |
| 14 października 201817:56 |           | 7:19 |          | Colombo Racecourse Ground, Kolombo |

### Plate
|  |                  |                  |           |                   |    |       |       |       |
|  | Półfinały        | Półfinały        | Półfinały |                   |    | Finał | Finał | Finał |
|  | Półfinały        | Półfinały        | Półfinały |                   |    | Finał | Finał | Finał |
|  |                  |                  |           |                   |    |       |       |       |
|  |                  |                  |           |                   |    |       |       |       |
|  | Korea Południowa | Korea Południowa | 7         |                   |    |       |       |       |
|  | Korea Południowa | Korea Południowa | 7         |                   |    |       |       |       |
|  | Chiny            | Chiny            | 39        |                   |    |       |       |       |
|  | Chiny            | Chiny            | 39        |                   |    | Chiny | Chiny | 24    |
|  |                  |                  |           |                   |    | Chiny | Chiny | 24    |
|  |                  |                  | Malezja   | Malezja           | 21 |       |       |       |
|  | Malezja          | Malezja          | Malezja   | Malezja           | 21 | 19    |       |       |
|  | Malezja          | Malezja          |           |                   |    |       |       |       |
|  | Chińskie Tajpej  | Chińskie Tajpej  | 12        |                   |    |       |       |       |
|  | Chińskie Tajpej  | Chińskie Tajpej  | 12        | Mecz o 3. miejsce |    |       |       |       |
|  |                  |                  |           |                   |    |       |       |       |
|  |                  |                  |           |                   |    |       |       |       |
|  |                  |                  |           |                   |    |       |       |       |
|  | Korea Południowa | Korea Południowa | 15        |                   |    |       |       |       |
|  | Korea Południowa | Korea Południowa | 15        |                   |    |       |       |       |
|  | Chińskie Tajpej  | Chińskie Tajpej  | 12        |                   |    |       |       |       |
|  | Chińskie Tajpej  | Chińskie Tajpej  | 12        |                   |    |       |       |       |

| 14 października 201814:24 | Korea Południowa | 7:39 | Chiny | Colombo Racecourse Ground, Kolombo |
| 14 października 201814:24 |                  | 7:39 |       | Colombo Racecourse Ground, Kolombo |

| 14 października 201814:46 | Malezja | 19:12 | Chińskie Tajpej | Colombo Racecourse Ground, Kolombo |
| 14 października 201814:46 |         | 19:12 |                 | Colombo Racecourse Ground, Kolombo |

| 14 października 201817:12 | Chiny | 24:21 | Malezja | Colombo Racecourse Ground, Kolombo |
| 14 października 201817:12 |       | 24:21 |         | Colombo Racecourse Ground, Kolombo |

| 14 października 201816:50 | Korea Południowa | 15:12 | Chińskie Tajpej | Colombo Racecourse Ground, Kolombo |
| 14 października 201816:50 |                  | 15:12 |                 | Colombo Racecourse Ground, Kolombo |

## Klasyfikacja końcowa
| Miejsce | Reprezentacja    | Punkty |
| ------- | ---------------- | ------ |
| 1       | Japonia          | 12     |
| 2       | Hongkong         | 10     |
| 3       | Filipiny         | 8      |
| 4       | Sri Lanka        | 7      |
| 5       | Chiny            | 5      |
| 6       | Malezja          | 4      |
| 7       | Korea Południowa | 2      |
| 8       | Chińskie Tajpej  | 1      |